# چاک‌سر (سوادکوه شمالی)
چاکسر، روستایی از توابع بخش نارنجستان شهرستان سوادکوه شمالی در استان مازندران ایران است.

## جمعیت
این روستا در دهستان چای‌باغ قرار دارد و براساس سرشماری مرکز آمار ایران در سال ۱۳۹۵، جمعیت آن ۲۷۳ نفر (۱۰۰خانوار) بوده‌است. مردم این روستا به زبان طبری گویش میکنند.